# Élisa Bonaparte
Pour les autres membres de la famille, voir Bonaparte.
Élisa Bonaparte, née Maria-Anna di Buonaparte le 3 janvier 1777 à Ajaccio et morte le 6 août 1820 à Villa Vicentina, est une princesse française et altesse impériale (1804) et la sœur de Napoléon Bonaparte.
En 1805, Napoléon veut donner une couronne à sa sœur Élisa : il lui offre la principauté souveraine de Piombino, qui a été cédée à la France par le royaume de Naples, par le décret du 27 ventôse an XIII (18 mars 1805). Son époux est nommé prince de Lucques par la constitution du 4 messidor (23 juin 1805).
Élisa est successivement princesse de Piombino et de Lucques, puis grande-duchesse de Toscane en 1809. Elle est la seule sœur de Napoléon à avoir possédé de réels pouvoirs politiques. Très intéressée par les arts, notamment le théâtre, elle les encourage dans les territoires sur lesquels elle régna.

## Biographie

### Jeunesse

#### Origines et études
Maria-Anna Bonaparte naît le 3 janvier 1777, à Ajaccio, quatrième enfant et première fille vivante de Charles Bonaparte et de Maria Letizia Ramolino. Les filles nées avant elle étaient en effet mortes en bas âge. Dès son enfance, Maria-Anna devient très proche de son frère Lucien ; c'est lui qui lui donne le surnom d'Élisa, qu'elle adopte par la suite comme prénom officiel.
En juin 1784, grâce à une bourse d'études, elle est envoyée à la Maison royale de Saint-Louis, à Saint-Cyr-l'École (actuellement dans le département des Yvelines), où son frère Napoléon lui rend plusieurs visites durant ses études, lors de sa formation militaire à Paris et dans les environs. L'Assemblée législative ayant décrété la fermeture de la Maison royale le 16 août 1792, Élisa en est retirée le 1er septembre et ramenée à Ajaccio par Napoléon.

#### Mariage et vie parisienne
Vers 1795, la famille Bonaparte étant installée à Marseille, Élisa fait la connaissance de Pasquale Baciocchi, qui change par la suite de nom pour s'appeler Félix Baciocchi, ancien capitaine du Royal-Corse destitué de son grade sous la Révolution française. Leur mariage civil a lieu le 1er mai 1797, à Marseille. En juin 1797, Napoléon fait venir sa famille dans son château de Mombello, dans l'actuelle commune de Limbiate ; c'est dans cette ville qu'a lieu le mariage religieux d'Élisa et de Félix, le 14 juin, malgré les réticences de Napoléon vis-à-vis du choix de sa sœur, Félix étant réputé pour être un piètre capitaine. Le même jour a lieu le mariage de la sœur d'Élisa, Pauline Bonaparte, avec le général Victor-Emmanuel Leclerc. En juillet, Félix Baciocchi est promu chef de bataillon commandant la citadelle d'Ajaccio.
En 1799, la famille Bonaparte s'installe à Paris, et Élisa emménage au 125 rue de Miromesnil, dans le quartier du Roule. Elle y organise des réceptions ainsi que des représentations théâtrales. Après l'avènement du Consulat, elle tient un salon artistique et littéraire chez son frère Lucien, à l'hôtel de Brissac, où elle rencontre le journaliste Louis de Fontanes, avec qui elle se lie d'une profonde amitié, pendant plusieurs années. Le 14 mai 1800, à la mort de Christine Boyer, première épouse de Lucien, Élisa prend sous sa protection ses deux filles, dont l'aînée, Charlotte, est placée à la pension de jeunes filles de Madame Campan, à Saint-Germain-en-Laye.

#### Les prémices de l'Empire
Au début du mois de novembre 1800, Lucien doit quitter ses fonctions de ministre de l'Intérieur et est envoyé à Madrid en qualité d'ambassadeur à la cour du roi d'Espagne, en compagnie de Félix Baciocchi, nommé son secrétaire. Élisa demeure à Paris, mais entretient une correspondance régulière avec son frère. Celui-ci, le 21 mars 1801, signe avec le roi d'Espagne le traité de San Ildefonso, qui restitue la Louisiane à la France, mais en échange, constitue à partir de la région de Toscane le royaume d'Étrurie, sur lequel sont établis l'infante Marie-Louise de Bourbon et son mari Louis de Bourbon-Parme.
Le 18 mai 1804, le Sénat vote en faveur de l'Empire et Élisa (comme les autres frères et sœurs de Napoléon) reçoit le prédicat d'altesse impériale, que Félix Bacciochi partage à titre consort avant d'être promu général de brigade (11 novembre 1804), nommé sénateur (29 novembre 1804), puis élevé à la dignité de grand-cordon de la Légion d'honneur (6 mars 1805).

### Princesse de Piombino et de Lucques

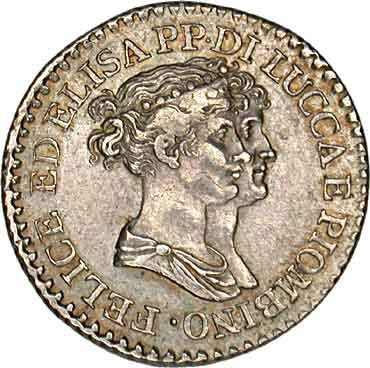
Monnaie à l'effigie d'Élisa et Félix.

#### Installation
Le 18 mars 1805, Napoléon confie à Élisa l'État de Piombino, propriété de la France depuis quelques années. Félix et Élisa prennent les titres de prince et de princesse de Piombino. La région possède un grand intérêt stratégique pour Napoléon, puisqu'elle est proche de l'île d'Elbe et de la Corse. En juin 1805, la république oligarchique de Lucques, occupée par la France depuis fin 1799, est érigée en principauté et également attribuée à Élisa et à Félix. Leur arrivée à Lucques et leur cérémonie d'investiture ont lieu le 14 juillet 1805. Élisa exerce la majeure partie du pouvoir à Lucques et à Piombino, son mari reste très effacé et se contente de prendre des décisions dans le seul domaine militaire.
À Lucques, Élisa s'entoure de ministres dont beaucoup restent en place jusqu'à la fin de son règne, comme Luigi Matteucci, ministre de la Justice, de l'Intérieur et des Affaires étrangères, Francesco Belluomini (remplacé en octobre 1807 par son fils Giuseppe), ministre des Finances, Jean-Baptiste Froussard, chef de cabinet, ou Pierre d'Hautmesnil, responsable du Budget. Elle y met en place une cour et une étiquette inspirées de celle des Tuileries.

#### Une princesse réformatrice

##### Religion, arts et économie
Le 31 mars 1806, Napoléon retire Massa et Carrare du royaume d'Italie pour les rattacher aux possessions d'Élisa. Carrare était une des plus grandes carrières de marbre blanc d'Europe. Élisa agrandit son prestige en y établissant une Académie des Beaux-Arts destinée à accueillir les plus grands sculpteurs, pour faire de Carrare un exportateur de statues de marbre, dotées d'une plus grande valeur ajoutée que le marbre brut. Elle y établit également une banque, la « Banque Élisienne », destinée à venir en aide aux sculpteurs et aux ouvriers en encaissant les taxes sur le marbre et dont son premier directeur fut Hector Sonolet jusqu'en 1811.
Elle entreprend une réforme du clergé à Lucques et à Piombino à partir du mois de mai 1806, au cours de laquelle elle nationalise les biens du clergé et fait fermer des couvents qui n'avaient pas de fonction hospitalière ou d'enseignement. Elle mène également la réforme législative de Lucques en y apportant des lois inspirées de celles de Napoléon. Le nouveau code pénal de Lucques est promulgué en 1807 et connaît ses premières réformes en 1810.
Elle met en place, en 1807, le Comité de Bienfaisance Publique, composé de clercs et de laïcs et destiné à distribuer des fonds d'assistance publique. La même année sont instaurées des consultations médicales gratuites destinées aux pauvres afin d'éradiquer les maladies qui ravagent la population de Lucques. À Piombino, elle fait raser l'hôpital pour en reconstruire un neuf dans l'ancien monastère de San Anastasia, qui est inauguré en 1810. Elle fait également installer un dispensaire, la Casa Sanitaria, sur le port de Piombino. Le 5 mai 1807, Élisa crée par décret le Comité d'Encouragement à l'Agriculture, aux Arts et au Commerce, destiné à encourager et à financer l'invention de nouvelles machines et de nouvelles techniques pour augmenter les productions de ses territoires. Des plantations sont expérimentées, en particulier celles du mûrier à Massa, où une École Normale de la Soie est créée le 16 août 1808.

##### Éducation
Élisa crée également plusieurs établissements d'enseignement à Lucques, et en 1809, une Direction Générale de l'Instruction Publique. Le 1er décembre 1807 est installé le « Collège Félix », seul établissement secondaire de garçons de la principauté.
Pour les filles, elle commence par fixer des programmes détaillés aux couvents qui les instruisent, puis crée un corps de « dames d'inspection » pour vérifier que ces programmes sont respectés. L'instruction des filles est rendue obligatoire de 5 à 8 ans, mais ces lois ne sont pas toujours bien appliquées. Le 2 juillet 1807, Élisa fonde l'« Institut Élisa » dans les locaux d'un ancien couvent ; l'établissement, destiné aux filles de haute naissance, a pour but d'en faire des épouses instruites et cultivées. Élisa fonde également, le 29 juillet 1812, un établissement pour jeunes filles pauvres, la Congregazione San Felice, qui ne survit pas à sa chute.

##### Urbanisme
À l'image de son frère Napoléon, Élisa mène de grands travaux d'urbanisme sur ses territoires, principalement pour l'amélioration des palais princiers. Ces travaux sont contestés, notamment à Lucques. À Massa, elle fait procéder à la démolition de la collégiale San Pietro (it), en mars 1807. Le palais de Lucques est entièrement redécoré, et des jardins sont aménagés ; en 1811, Élisa y crée un jardin botanique abritant des animaux et une volière.
Elle entame également la construction de routes, notamment la « route Friedland » destinée à relier Massa et Carrare ; mais le chantier, commencé le 15 août 1807, prend du retard et n'est terminé qu'en 1820. Elle fait aussi aménager les Bains de Lucques, célèbre station thermale, dont elle améliore l'architecture et la décoration. Elle entame la construction, à partir de 1811, d'un aqueduc destiné à acheminer les eaux vers Lucques, mais il n'est terminé qu'après le départ d'Élisa.

### Grande-duchesse de Toscane

Élisa avec sa fille Élisa Napoléone à Florence par François Gérard, 1811.

#### Installation
Le royaume d'Étrurie, qui avait été confié à Marie-Louise de Bourbon, se révèle rapidement mal dirigé par l'infante d'Espagne devenue veuve, si bien qu'en accord avec la cour d'Espagne, Napoléon signe le traité de Fontainebleau, le 29 octobre 1807, qui rend la Toscane à la France. En novembre 1807, Marie-Louise quitte l'Étrurie. À partir du 12 mai 1808, la Toscane est confiée à un gouverneur intérimaire, Abdallah Jacques Menou, un militaire français converti à l'islam en Égypte. Mais son train de vie dépensier et son manque d'intérêt pour les affaires de son territoire obligent Napoléon à le renvoyer, le 5 avril 1809.
Élisa désire depuis 1808 gouverner la Toscane, mais à la fin de l'année 1808, une maladie l'empêche provisoirement de prendre part aux affaires d'État. Elle est rétablie en février 1809, et les 2 et 3 mars 1809, un décret crée officiellement le grand-duché de Toscane, qui lui est confié à Élisa, tandis que Félix est promu général de division. Cependant, contrairement à Lucques et Piombino où elle jouit d'une certaine autonomie, en Toscane, Élisa reçoit l'ordre d'appliquer les décisions de Napoléon et de ses ministres, sans pouvoir les modifier.
Le 2 avril 1809, Élisa se rend à Florence, la capitale du grand-duché de Toscane, où elle est accueillie froidement par la noblesse ; de plus son arrivée coïncide avec une révolte contre la conscription obligatoire, au cours de laquelle un maire et un juge sont assassinés. La conscription obligatoire est source de plusieurs conflits en Toscane, ainsi que les nouveaux impôts décidés par Napoléon. Comme à Lucques, Élisa entreprend également la nationalisation des biens du clergé toscan ainsi que la fermeture de plusieurs couvents.

#### Un règne teinté de rapports de forces avec Napoléon
Élisa est mêlée à l'affaire de l'enlèvement du pape. En effet, le pape Pie VII s'est opposé au rattachement des États pontificaux à l'Empire, refusant de renoncer à ses pouvoirs temporels, excommuniant même Napoléon par la bulle Quum memoranda, le 10 juin 1809. Le général Étienne Radet est donc chargé d'enlever le pape afin de l'éloigner et de laisser le champ libre à Napoléon. L'enlèvement a lieu dans la nuit du 6 juillet 1809, et dans les jours qui suivent, Radet et ses hommes emmènent le pape vers Savone. Ils passent par Florence, mais Élisa n'accueille pas le pape en personne et demande à ses ravisseurs de repartir le plus tôt possible, afin sans doute de ne pas déplaire à Napoléon en hébergeant trop longtemps et trop confortablement son ennemi.
Les rapports d'Élisa avec Napoléon deviennent d'ailleurs de plus en plus tendus, l'Empereur rappelant régulièrement sa sœur à l'ordre à la moindre irrégularité dans l'exécution de ses ordres en Toscane. Le 17 mars 1810, Élisa arrive à Paris pour le mariage de Napoléon avec Marie-Louise d'Autriche, mais Napoléon en profite pour lui réclamer le paiement des dotations de Massa et Carrare. Rentrée en Toscane, Élisa se voit encore réclamer ces dotations par les envoyés de l'Empereur, mais elle refuse, arguant que les territoires avaient trop peu de ressources pour payer de telles dotations (le montant réclamé par Napoléon s'élevait à 200 000 lires ou 550 000 euros en 2025). Napoléon menace alors de reprendre Carrare. En mai 1811, il demande la constitution d'une conscription à Lucques, jusque-là exemptée.

### Destitution et exil
En 1813, alors que Napoléon doit faire face aux coalitions étrangères après la défaite de sa campagne de Russie, Joachim Murat, époux de Caroline Bonaparte et roi de Naples, préfère défendre ses propres sujets et se détache de l'Empereur pour rejoindre les forces autrichiennes. Les Napolitains marchent sur Rome et le 1er février 1814, Élisa doit quitter la Toscane (département) pour revenir à Lucques (principauté).
En mars, Massa et Carrare sont pris par les Napolitains, et les troupes austro-anglaises commandées par Lord Bentinck envahissent Lucques, contraignant Élisa à la fuite dans la nuit du 13 mars 1814. Elle fait plusieurs courts séjours en Italie et en France, notamment à Marseille, où elle chercha des appuis pour pouvoir s'installer en Italie en tant que simple particulière. Ses demandes étant refusées, elle peut séjourner quelque temps en Autriche grâce à son frère Jérôme Bonaparte, puis elle repart pour Trieste, où elle séjourne à la Villa Caprara.
Napoléon s'étant évadé de l'île d'Elbe le 1er mars 1815, Élisa est arrêtée le 25 mars et internée dans la forteresse de Brünn, en Autriche. À la fin du mois d'août, elle est libérée et autorisée à résider à Trieste sous le nom de comtesse de Compignano. Elle fait l'acquisition d'une maison de campagne à Villa Vicentina près de Cervignano, et entreprend de financer des fouilles archéologiques dans la région, mais en juin 1820, elle contracte une grave maladie, probablement sur le chantier de fouilles, et meurt le 7 août, à l'âge de 43 ans. Elle est inhumée dans la basilique Saint-Pétrone de Bologne, auprès de son mari.

## Descendance
[réf. nécessaire]
| Nom                  | Naissance               | Décès                                                     | Commentaires |
| -------------------- | ----------------------- | --------------------------------------------------------- | --- |
| 1. Félix Napoléon    | novembre 1798 à Ajaccio | 19 janvier 1799                                           | |
| 2. Napoléon          | 8 octobre 1803 à Paris  | 25 octobre 1803 à Paris                                   | |
| 3. Élisa Napoléone   | 3 juin 1806 à Lucques   | 3 février 1869 à Colpo, des suites d'une chute de cheval. | Dite « Madame Napoléone », elle est titrée princesse de Piombino par Napoléon, le 27 juin 1808. Elle épouse, en 1824, le comte Filippo Camerata. |
| 4. Jérôme Charles    | 3 juillet 1810 à Paris  | 17 avril 1811 à Lucques                                   | |
| 5. Frédéric Napoléon | 10 août 1814 à Codroipo | 7 avril 1833 à Rome, des suites d'une chute de cheval.    | Dit Frédéric, ou Fritz. |

## Armoiries
| Figure | Blasonnement |
|        | Princesse de Piombino (18 mars 1805) et Lucques (juin 1805): Parti : au I, coupé d'argent et de gueules (Lucques) à la lionne rampant, la tête contournée, brochant sur le tout ; au II, de gueules à deux barres d'or accompagnées de deux étoiles du même, une en chef et une en pointe (de Bonaparte) ; sur le tout d'azur, à l'aigle d'or, la tête contournée, au vol abaissé, empiétant un foudre du même (de Napoléon). |
|        | Grande Duchesse de Toscane : Ecartelé : I, d'or à six sphères mises en orle, cinq de gueules, celle en chef d'azur chargée de trois fleurs de lys d'or (de Médicis, pour la Toscane) ; II, coupé d'argent et de gueules (de Lucques) (on trouve aussi une lionne rampant, la tête contournée, brochant sur le tout) ; III, coupé de gueules et d'or au chef du premier chargé d'une aigle bicéphale de sable, un créquier de sable feuillé d'argent (alias d'un rameau d'épines de sinople en pal) brochant, chargé en abîme d'un écusson de gueules à la bande échiquetée d'argent et d'azur, au chef d'argent à la croix de gueules (de Cybo-Malaspina, pour Massa et Carrare) ; IV, de gueules à deux barres d'or accompagnées de deux étoiles du même ; sur le tout d'azur, à l'aigle d'or, la tête contournée, au vol abaissé, empiétant un foudre du même (de Napoléon). |

## Interprètes d'Élisa Bonaparte

### Cinéma
- 1927 : Yvette Dieudonné dans Napoléon d'Abel Gance
- 1954 : Florence Dublin dans Desirée d'Henry Koster
- 1960 : Anna Maria Ferrero dans Austerlitz d'Abel Gance
- 1961 : Marina Berti dans Madame Sans-Gêne de Christian-Jaque

### Télévision
- 1979 : Dirce Funari dans Joséphine ou la comédie des ambitions, mini-série de Robert Mazoyer
- 1987 : Jane Gurnett dans Napoléon et Joséphine, mini-série de Richard T. Heffron
- 2002 : Laurence Margerie dans Napoléon, mini-série d'Yves Simoneau
- 2024 : Laure Grandbesançon dans La Guerre des trônes, la véritable histoire de l'Europe de Vanessa Pontet